# Hr. Boe & Co.'s Anxiety
Hr. Boe & Co's Anxiety er en kortfilm instrueret af Christoffer Boe efter eget manuskript. Filmen er hans afgangsprojekt fra Den Danske Filmskole.

## Medvirkende
- Nikolaj Lie Kaas – Leo
- Maria Bonnevie – Xenia
- Pernilla August
- Michael Nyqvist
- Erland Josephson